# 男女共同参画社会
男女共同参画社会（だんじょきょうどうさんかくしゃかい）、男女共同参画とは、男女が政治的、経済的、社会的及び文化的利益を均等に享受可能で、男女共に喜びも責任も分かち合い、性別にとらわれることなく、個性と能力を発揮できる社会、又はそれを目指すこと。1999年（平成11年）6月23日公布・施行の「男女共同参画社会基本法」を基本法とする、日本における社会政策である。所管する内閣府は「男女共同参画」の英語表記を「Gender Equality」とし、「男女共同参画社会」の英語表記を「Gender Equal Society」としており、毎年度「男女共同参画白書」を公表している。

## 概要
男女共同参画社会の法的な定義は、「男女が、社会の対等な構成員として、自らの意思によって社会のあらゆる分野における活動を参画する機会が確保され、もって男女が均等に政治的、経済的、社会的及び文化的利益を享受することができ、かつ、共に責任を担うべき社会」とされる（男女共同参画社会基本法第2条）。
政府を始め全国の市町村に至るまで 役所には男女共同参画部署が設けられ、専任担当者が複数存在する。男女雇用機会均等法の施行年である1986年に労働大臣から許可を得て、財団法人女性職業財団が設立された。その後は何度か改称され、2013年に21世紀職業財団（厚生労働省管轄）となった。この団体は、女性労働者活躍推進、女性の仕事と生活の両立とハラスメントの皆無の職場作りとダイバーシティマネジメント推進をしている。
また内閣府男女共同参画局は、男女共同参画社会の形成の促進に関連する施策として、女性の活躍や格差解消を推進するポジティブアクションの実施をしている。
経済産業省では、東京証券取引所と共同で、2012年度より女性活躍推進に優れた上場企業「なでしこ銘柄」を選定し発表している。なでしこ銘柄は、東証一部上場企業の中から女性社員の環境整備や女性人材の活用を積極的に進めている企業と位置付けられている。経済産業省は、「なでしこ銘柄」企業を「多様な人材を活かすマネジメント能力」や「環境変化への適応力」があるという点で「成長力のある企業」であるとしている。　

## 国家・地方自治体ごとの予算と歳出
男女共同参画社会実現のために2001年（平成13年）1月6日より内閣府特命担当大臣が置かれている。詳細は内閣府特命担当大臣（男女共同参画担当）、内閣府特命担当大臣（少子化・男女共同参画担当）を参照。同時に内閣府に男女共同参画局が設立された。以降、各省庁に男女共同参画関係予算が数兆円単位で割り当てられている。なお、男女共同参画関連とされる事業の2011年度総予算は約6.7兆円だったが、そのうち2.8兆円は男女問わない高齢者や障がい者への福祉関連の予算として分類されている。それを除いた約3.9兆円が労働環境整備等の予算となる。
2018年度関係予算は、前年度比3,396億円（4.2％）増額された総額8兆3,393億円となっている。内訳は「男女共同参画の視点に立った各種制度等の整備」が67.5%、「貧困、高齢、障害等により困難を抱えた女性等が安心して暮らせる環境の整備」が15.3%を占めている。
2020年度男女共同参画基本計画関係予算額の総括表によると、「あらゆる分野における女性の活躍」約4億328万円、「(女性の)安全・安心な暮らしの実現」約3兆4080億円、「男女共同参画社会の実現に向けた基盤の整備」約6兆6522億円、「(男女共同参画)推進体制の整備・強化」2億5300万円で累計約10兆4637億円となっている。
内閣府の男女共同参画局によると2022年度の予算支出は「男女共同参画基本計画関係予算①（男女共同参画社会の形成を目的とする施策・事業）」約258億円、「男女共同参画基本計画関係予算②（男女共同参画社会の形成に効果を及ぼす施策・事業）」約1839億円の2つに分けられている。

### 都道府県・政令指定都市
都道府県・政令指定都市の男女共同参画・女性関係予算の総額合計は2018年度約107,2億円、2019年度約110,8億円、2020年度約110,2億円となっている。

## 内閣府男女共同参画局の施策
内閣府傘下の男女共同参画局は下記の施策をしている。
1. 毎年、男女共同参画週間を設けた啓蒙活動（毎年6月23日～29日の一週間）[17]。
2. 男女共同参画社会づくり功労者内閣総理大臣表彰の選定・授与。内閣府が関係府省から候補者の推薦を受けて審査を行い、内閣総理大臣が決定[18]。
3. 正しい「男女共同参画」の概念を広めるため、誤解や混乱を招いている「ジェンダーフリー」という用語を使用することが無いよう、各都道府県・政令指定都市などの地方公共団体への周知徹底・呼びかけ[19][20]。
4. 「メディアにおける男女共同参画の推進」として[21]、児童を対象とする性・暴力表現の根絶や、インターネットのフィルタリングソフト、プロバイダ等による自主規制の支援等を普及促進[22]。
5. 毎年度の「男女共同参画白書」の公表[7]。

## 地方自治体における男女共同参画
1999年に制定された男女共同参画基本法（平成11年法律第78号）の第14条に従って、地方自治体においても男女参画社会の推進を目的とした条例の策定、男女共同参画プラン立案、部署の設置が行われている。
各都道府県市区町村には、男女共同参画局または人権同和・男女共同参画課などの男女共同参画部署が設置されている。

## 議論されている制度や目標

### 選択的夫婦別姓制度
日本における選択的夫婦別姓制度（夫婦別姓選択制）の導入について、議論がされている。
婚姻時に夫婦同氏が定められている国は、2012年現在で日本のみである。日本弁護士連合会からは、夫婦同氏の原則が男女共同参画の障害となりえると主張がされている。
グローバル化が進む現代、選択的夫婦別姓制度を導入し結婚しても改姓しないことを選択できるようになれば、女性の社会進出や国際的な活躍の場を広げられ、男女共同参画を大幅に進めるになると考えられる、との主張がある。　
AERAや毎日新聞は、日本国旅券（日本国パスポート）は戸籍姓に限られており、別姓を選べない制度が国を跨いで活躍する女性の足を引っ張っているとの主張を報道している。特許は戸籍名で取得し、文部科学省「若手科学者賞」の表彰者名は戸籍名のため、研究成果が認められる重要な場面で旧姓と混在することを問題視する主張をAERAは報道している。
2015年の日本経済新聞による調査によれば、働く既婚女性の77％が、夫婦が望む場合に結婚後もそれぞれ結婚前の姓を名乗ることを認める「選択的夫婦別姓制度」に賛成している。現在仕事で旧姓を使っている人（旧姓通称利用者）に限ると選択的夫婦別姓への賛成は83％にのぼっている。

### 扶養配偶者への優遇制度の改廃
扶養控除・配偶者控除制度によって扶養配偶者が賃金を意図的に抑えることで社会進出が阻害されているという議論がある（「103万円の壁」「150万円の壁」）。同様に健康保険料・厚生年金保険料に関しても被扶養者として加入が義務付けられない賃金に抑えることが出来る（「106万円の壁」「130万円の壁」）。これらの制度で専業主婦であることが優遇されていることが、女性の社会進出を阻害しているとして改廃論が起きている。
また日本の年金において、第3号被保険者の98.5％は女性で、「サラリーマンの妻」に対する優遇制度となっている。これに関しても不公平や女性の就業抑制だとして、改廃要求がある。

### クオータ制・女性割合3割目標
日本政府は、各分野における女性参画目標として、「2020年までにあらゆる分野における指導的地位を占める女性の割合を30％程度に」としている。

## 男女共同参画に関する国際的な比較・指数
世界経済フォーラムは世界各国の性による格差の度合いを報告する『Global Gender Gap Report』を発表しており、報告内のジェンダー・ギャップ指数において2018年の日本は世界146か国中125位であった。分野別に見ると、特に経済・政治分野で低い順位であった2012年の同報告では、世界135カ国中101位であった。
2015年4月15日にアンヘル・グリアOECD事務総長は「対日経済審査2015年版発表会見」にて、安倍晋三政権の経済政策「アベノミクス」をさしあたり評価した上で、国別15歳学力テストで毎回トップで研究開発投資も多い日本が労働生産性は低い理由が何故なのかと指摘した。更には、日本経済の中長期の課題として、「起業率が低い」「女性の労働参加率が低い」「高い法人税率を下げながら消費税率を10％に上げ、さらにもっと上げる必要がある」「黒田（日銀総裁）さんはいい仕事をしているが、金融政策には限界はある」と述べている。
「男女共同参画に関する国際的な指数」は他にもいくつかあり、2022年において日本の順位は、GII（ジェンダー不平等指数）22位／191か国、GDI（ジェンダー開発指数）76位／191か国となっている。

## 批判
ポジティブ・アクション（積極的改善措置）に対しては批判もある。例えばアメリカでは、ポジティブ・アクションに対して「自由な競争を妨げ、社会や企業の活力を損なう恐れがある」との指摘がなされている。また、旧統一教会の関連団体である国際勝共連合も男女共同参画を共産主義の亜種である「文化的マルクス主義」の1つとして批判の対象にしている。
筑波大学システム情報系准教授の掛谷英紀は、小保方晴子のSTAP細胞論文捏造のような研究不正が起きやすい土壌の1つとして、日本における男女共同参画を挙げた。掛谷は、現行の日本の「男女共同参画」は研究分野においても女性研究者の適性や質を考慮せず、数を増やすことにしか関心が無く、研究に向いていない女性が集まる結果になっていると述べており、第2、第3のSTAP細胞事件はまた日本で起こると指摘している。
ジャーナリストの野村旗守は、男女共同参画がフェミニズム団体や同和団体の隠れ蓑にされており、新たな同和利権のような「『人権』を盾にした利権」（人権利権）を貪る人たちが集まって来ているとしている。野村は、大阪市天王寺区にある男女共同参画センターのクレオ大阪中央館（大阪市立男女共同参画センター中央館）に本拠を置く大阪市女性協会が大阪市内のフェミニズム運動の総本山となっていると述べている。このような住民の税金を使った雇用と利権を確保、箱物乱立、運動拡大に役立てている構造が部落解放同盟と同和利権との関係に類似しているとしている。また、クレオ大阪中央館に「同和」や「部落」人権本専門コーナーがあることに触れ、男女共同参画推進派と同和団体との関係も指摘している。野村は「女性支援」を名目にした多額の補助金など公金投入されている市民団体や外郭団体ら利権となっている状態を問題視している。